# Sutra (budismo)

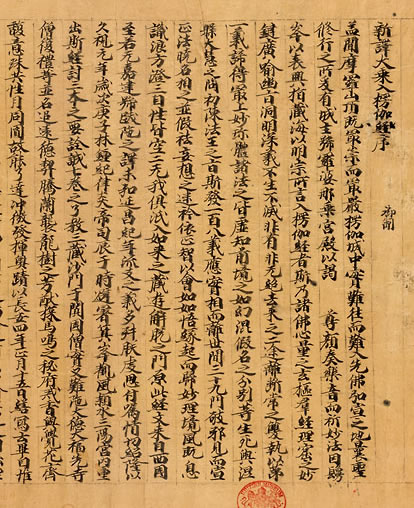
Lankāvatāra Sūtra, que cuenta el descenso de Buda Gautama a Sri Lanka.

Los sūtras o suttas budistas son mayoritariamente discursos dados por Buda o alguno de sus discípulos más próximos. 
Designa en el budismo a los textos escritos en los que se exponen enseñanzas y preceptos relativos a las diferentes vías de conocimiento para alcanzar la “iluminación” o realización espiritual completa del ser. Transcurridos varios siglos tras la muerte de Buda y que sus enseñanzas no se perdieran en la transmisión oral, sus seguidores las transcriben en forma de Sūtras. 
Los más conocidos son el Sutra del loto, el Sutra de la guirnalda, el Sutra del diamante y el Sutra del corazón.
Así, si bien la palabra sutra se asocia en occidente principalmente al budismo, igualmente es utilizada para designar a escritos relevantes de otras tradiciones orientales; como el Yoga sutra, un  Sutra del hinduismo.

## Etimología
El término proviene del sánscrito sūtra (सूत्र), que significa ‘cuerda’ o ‘hilo’. Así se designa por ejemplo al Upavīta o 'cordón sagrado' (círculo de hilo de algodón que portan colgado del hombro izquierdo las personas de las tres castas superiores en la India). El término sutta es la forma posterior en pali, lengua principal del canon budista.

## Palabra de Buda
A todos los sutras —incluso aquellos que no salieron de boca de Buda—, se les considera buddha vachana (‘palabra de Buda’). En un principio, los discursos de Buda fueron organizados de acuerdo al estilo en el que eran expuestos; nueve primero, aunque más tarde se dividieron en doce:
- Sūtra: discurso en prosa
- Geya: discurso con prosa y verso mezclados
- Vyākarana: explicación, análisis
- Gāthā: verso
- Udāna: diálogo inspirado
- Ityukta: comienzan con “He aquí lo que el Bhagavan dijo”
- Jātaka: historias de vidas anteriores
- Abhutadharma: concerniente a maravillas y eventos milagrosos
- Vaipulya: discursos extensos
- Nidāna: las enseñanzas son dadas dentro de sus circunstancias
- Avadāna: cuentos de hazañas
- Upadesha: instrucciones definidas a tener en cuenta

## Canon Pali (Tripitaka)
Sobre el año 83 a. C., durante el reinado del rey singhala Vatta Gamani Abhaya, hubo un concilio durante el cual se estructuró toda la literatura budista de aquel momento.
A aquella estructuración se la conoce como Canon Pali, quedando dividido en tres colecciones o canastas, el Tri-pitaka.

### Vinaya-pitaka (Cesto de la Disciplina Monástica)
El Vinaya-pitaka concierne principalmente a las reglas de la sangha o comunidad en lo que se refiere a monjes y monjas. Las reglas son precedidas de historias, seguidas de explicaciones y análisis. Este cesto o canasta se divide en tres partes:
- Suttavibhanga: comentarios sobre el Patimokkha, un código básico de reglas para monjes y monjas que no está incluido como tal dentro del Canon Pali.
- Khandhaka: otras reglas agrupadas por temas, en 22 capítulos.
- Parivara: análisis de las reglas desde varios puntos de vista.

### Sutta-pitaka (Cesto de Discursos)
La segunda categoría es el Sutta-pitaka (Sūtra Pitaka, en sánscrito). Consta principalmente de informes de las enseñanzas de Buda. El Sutta-pitaka tiene a su vez cinco subdivisiones o nikayas:
- Digha Nikaya: 34 discursos grandes. Algunos estudiosos argumentan que estos discursos fueron muy utilizados para realizar conversiones, por su gran proporción de debates y material devocional.
- Majjhima Nikaya: 152 discursos medianos. Parece ser que estos discursos estaban destinados a dar una base sólida en la enseñanza de los conversos, con una gran proporción de sermones y consultas.
- Samyutta Nikaya: Miles de pequeños discursos, repartidos en cincuenta grupos. Este Nikaya es el que tiene las explicaciones más detalladas de la doctrina.
- Anguttara Nikaya: Miles de pequeños discursos ordenados  numéricamente del uno al once. Contiene la enseñanza más elemental para la gente común.
- Khuddaka Nikaya: Una colección variada de trabajos en prosa y en verso. El contenido de este Nikaya varía entre las diferentes ediciones del Canon Pali. La lista más utilizada contiene los siguientes:
  - Khuddakapatha: Nueve textos cortos, en prosa o verso. Hacían la función de guía de referencia para los novicios.
  - Dhammapada: 423 versos en 26 capítulos, por temas. En la tradición de Sri Lanka, los monjes deben conocer este libro antes de poder ser ordenados. En el sistema de exámenes de Birmania, este es uno de los textos contenidos en la primera etapa del programa de estudios.
  - Udāna: 80 pasajes cortos, mayoritariamente en verso, atribuidos a Buda, con historias introductorias.
  - Itivuttaka: 112 enseñanzas de Buda en prosa, seguidas por unos versos.
  - Suttanipāta: Poemas.
  - Vimānavatthu: 85 poemas hablando de las mansiones celestiales resultantes del buen karma.
  - Petavatthu: 51 poemas hablando del sufrimiento de los fantasmas resultante del mal karma. Explica que ofrecer regalos a los monjes puede beneficiarnos para no llegar a ese estado de fantasmas tras la muerte.
  - Theragāthā: 264 poemas atribuidos a monjes.
  - Therīgatha: 73 poemas atribuidos a monjas.
  - Jātaka: 547 poemas relatando vidas anteriores de Buda.
  - Niddesa: Comentarios sobre algunas partes del Suttanipata. Atribuido a Sariputta, discípulo directo de Buda.
  - Patisambhidamagga: 30 tratados sobre diversos temas. Atribuido a Sariputta.
  - Apadāna: Unos 600 poemas, la mayoría contando como sus autores realizaron actos meritorios en vidas anteriores, resultando en renacimientos favorables, y eventualmente la entrada al nirvana.
  - Buddhavamsa: Un libro de versos cortos, mayoritariamente hablando sobre las acciones meritorias de los anteriores 24 Budas y del Buda actual.
  - Cariyāpitaka: 35 poemas hablando de la práctica de Buda de siete de las perfecciones en sus anteriores vidas.
  - Nettipakarana: Este libro presenta métodos de interpretación. Atribuido a Kaccana, discípulo directo de Buda.
  - Petakopadesa: Presenta los mismos métodos que el libro anterior. Atribuido también a Kaccana.
  - Milindapanha: Un diálogo entre el rey Milinda y el monje Nagasena.

### Abhidhamma-pitaka (Dhamma superior)
La tercera categoría, el Abhidhamma-pitaka, es una colección de textos que dan una descripción filosófica sistemática de la naturaleza de la mente, la materia y el tiempo. La postura tradicional es que el Abhidhamma es la enseñanza absoluta, mientras que los sūtras son adaptados al oyente. La mayoría de los eruditos describen al abhidhamma como un intento por sistematizar las enseñanzas de los sūtras. Existen siete libros en el Abhidhamma Pitaka.
- Dhammasangani: Enumeración, definición y clasificación de los Dhammas.
- Vibhanga: Análisis de 18 temas por varios métodos, incluyendo los del Dhammasangani.
- Dhatukatha: Una interrelación entre ideas de los libros anteriores.
- Puggalapapaññatti: Explicaciones de tipos de personas, ordenados numéricamente del uno al diez.
- Kathāvatthu: Unos 200 debates sobre diversos puntos de la doctrina.
- Yamaka: Aplica a diez temas un curioso juego de preguntas.
- Patthāna: Análisis de 24 tipos de condiciones.

## Clasificación de los Sūtras del Mahayana
Con el nacimiento del Mahāyanā a partir del siglo I a. C. irán surgiendo nuevos sūtras. Esto se explica por el nuevo enfoque salvífico que observó el Mahayana, en donde la figura de Buda pasa a tomar connotaciones atemporales y cósmicas; de manera que se entiende que su enseñanza será expresada en la realidad de diversas maneras tras el pase al nirvana del Buda histórico. Históricamente, el origen indio de los sūtras mahayanas será tenido como algo muy en cuenta a la hora de acometer su autenticidad y así que acabara siendo incluido en el Canon Mahayana. No obstante también surgirán un buen número de sūtras apócrifos tanto en chino como en tibetano que serán admitidos. Normalmente, los sūtras son de autoría anónima o desconocida, y su transmisión en el Mahayana ha sido fundamentalmente escrita y por vía del lenguaje sánscrito; el más utilizado por la diplomacia y el comercio desde India hacia el norte de Afganistán y China.
Se utiliza la clasificación que ya existe de estos sūtras en tres grupos principales:
- Vaipulya sūtras
- Dhāranis
- Sūtras independientes

### Vaipulyasūtras
Este grupo comprende una serie de sūtras extensos:
- Prajñāpāramitā-sūtra (alcanzan el número de 38, algunos de ellos sumamente extensos. Los principales son: Shatasāhasrikā, Panchavimshatisāhasrikā, Ashtadashasāhasrikā, Dashasāhasrikā, Ashtasāhasrikā, Sārdhadvisāhasrikā, Saptashatikā, Vajracchedikā, Adhyardhashatikā, Hridāya, Ratna Guna Samchaya Gāthā, entre otros)
- Buddhāvatamsakasūtra (compuesto por una serie de textos como el Ganda Vyūha Sūtra y el Dashabhūmikasūtra)
- Ratnakūtasūtra (compuesto por una serie de textos como el Bodhisattvapitaka, el Kashyapaparivarta, el Pitāptrasamāgama, el Rāshtrapālaparipricchā, el Upāliparipricchā y el Sukhāvatīvyūha)
- Mahāparinirvānasūtra (compuesto por una serie de textos como el Mahāmagha y el Chaturdāraasamādhi)
- Mahāsamnipātasūtra (compuesto por una serie de textos como el Ākāshagarbha y el Tathāgatamahākarunanirdesha)

### Dharani
Son sūtras que contienen una charla ritual similar a un mantra. La raíz de sánscrita dhara significa ‘mantener o sostener’. Tradicionalmente se ha pensado que la recitación sostenida de los dharanis protege de malas influencias a quien la realiza. A menudo toman la apariencia de la repetición de frases sin sentido; no obstante dependiendo de la tradición budista, a cada sílaba se le otorga un complejo significado simbólico relacionado con alguna enseñanza.

### Sūtras independientes
Este grupo está compuesto por una serie de sūtras muy importantes:
- Saddharmapundarīkasûtra
- Lankāvatāra
- Lalitavistara
- Samādhirājasûtra
- Suvarnaprabhāsottamasûtra
- Bhavasankrāntisûtra
- Shālistambasûtra
- Gandavyuhasûtra
- Kārandavyûhasûtra
- Karunāpundarīkasûtra
- Samdhinirmochasûtra
- Shûrangamasamādhisûtra
- Sukhāvatīvyūhasūtra
- El sutra en cuarenta y dos secciones

El grupo de sūtras más influyente dentro de toda la literatura sagrada mahayana son sin duda los sūtras de la "Prajnaparamita" o "perfección de la sabiduría", compuestos en los primeros siglos de nuestra era.